# Триверио-Белети (Бјела)
Триверио-Белети је насеље у Италији у округу Бијела, региону Пијемонт.
Према процени из 2011. у насељу је живело 26 становника. Насеље се налази на надморској висини од 524 м.